# Magistralni put 18
Die Magistralni put 18 ist eine Bundesstraße in Serbien. Sie beginnt in Zrenjanin und führt in südöstlicher Richtung über Sečanj, Vršac und Bela Crkva bis zur serbisch-rumänischen Grenze bei Kaluđerovo. Die Bundesstraße ist bei Vršac auf einer Länge von 1 km Teil der Europastraße E70.